# Rošlin in Verjanko
Rošlin in Verjanko je ljudska balada, ki jo je pod imenom Od Verjankota na začetku 19. stoletja prvi zapisal etnograf Jožef Rudež, ki jo je slišal v okolici Ribnice. Snov je v slovenski kulturni prostor prišla iz romanskega okolja, najbrž pa izvira iz starogrškega mita o Orestu. Motiv je zelo star, že indoevropski, njegova najbolj znana upodobitev v svetovni književnosti pa je Shakespearjev Hamlet.
Pesem pripoveduje o mladem Verjanku in njegovi izdajalski materi, ki se po smrti Verjankovega očeta in brata omoži z njunim morilcem Rošlinom. Da bi Verjanko ne nasledil imetja umrlega očeta, mati nagovori Rošlina, naj ga počaka v zasedi pri mrzlem studencu, kamor bo sina poslala pod pretvezo, da ji prinese zdravilno vodo, ki jo bo ozdravila hude bolezni, ki jo zaigra. Verjanko pa sliši njun dogovor in Rošlina ustreli z puško (flintico - mušketo)  ter si v kanglico nalije njegove krvi, ki jo namesto vode prinese materi.
OD VERJANKOTA

»Oh, kaj čva, kak čva, lub moj sin,

ti si premlad za oženit,

jaz sem prestara za moža vzet.«

»Le vzemite, mati, moža, katerga čte,

le Rošlina hudga ne.

Rošlin je sovražnik moj,

kir mi je očeta, bratca ubil, 

še se mu jez komaj ušel.«

Mati nej nič marala,

vzela je Rošlina hudega.

Zvečer sta šla v kamro spat,

Verjanko je šel pod okno stat.

Mati pravi: »Oj, oj lejpo blagó!

Kaj nuca, k pojde na razdejl!

Kaj ti pravim, lub moj mož, 

ti pojdeš v črno goro za bukuv stat, 

boš ubil mladega Verjankota.«

Verjanko je pa pod oknom stal.

»Oh, kaj ti pravim, prelub moj mož,

jez se bom trdno bolna sturila, 

de prejd zdrava ne bom, 

de bom pila s črne goré vodo.

Moj sin me še nikdar preobogal nej.«

»Kaj vam pravim, mati moja!

Zakaj vi tak dolgo ležate?«

»Jez prejd zdrava ne bom,

de bom pila s črne goré vodó.«

V roke je vzel kangelco,

k sebi je perpasal sablico,

na ramo je dejl flintico.

»Kaj boš imel orožjé,

saj so gore mirné.«

»Obena tica nej brez perutja, 

tud jez ne bom brez orožja.«

Pride u črno goró za bukvico,

k sebi pritisne flintico,

ubil je Rošlina hudega.

Natočil je frišne krvi:

»Nate, mati, pijte vodo s črne goré!

Ste želejli piti moj kri,

zdaj boste pa pili Rošlinovo.«
(prepis rokopisa Jožefa Rudeža, zapis nastal pred 1819)
Pesem  je le v rahlo spremenjeni obliki zapisal France Prešeren pod naslovom Od Rošlina in Verjankota , z njo se je najverjetneje srečal ob prebiranju neobjavljene zbirke ljudskih pesmi svojega prijatelja Andreja Smoleta. Prešernovo različico pesmi, ki je od Rudeževe drugačna predvsem zaradi daljšega in bolj dramatičnega dialoga med Verjankom in "bolno" materjo, je Karel Štrekelj pod številko 140 uvrstil v svojo zbirko Slovenske narodne pesmi s pripisom kranjska.
Leta 1889 je Janko Kersnik v romanu Rošlin in Verjanko motiviko ljudske pesmi prenesel na grad Dvor na Dolenjskem, za katerega teče zapuščinski boj med nekdanjima kolegoma, starejšim odvetnikom Vidom Božanom (Rošlin) in mlajšim študentom Pavlom pl. Lukičem, kateremu Božin zaradi koristoljublja zapeljuje ovdovelo mater. Lukiča bolj kot življenjska sreča matere zanima bogata dediščina in tudi pod vplivom ljudske pesmi, ki jo prebere po posredovanju svoje bodoče tašče, se upre materi in prežene njenega ženina. Kersnik se je pri opisu Božana zgledoval po Bazarovu, protagonistu romana Očetje in sinovi Ivana Turgenjeva, ki je leto prej izšel v slovenskem prevodu. 
Leta 1987 je na temo pesmi pri Književni mladini Slovenije izšla zbirka kratkih zgodb Rošlin in Verjanko ali Odlagani opravek slovenstva.
V belokranjski različici pesmi je Verjanku ime Ive, njegova mati je lepa Ana, Rošlinovo vlogo pa nosi Borjan, ki pa je z Ivetom le v velikem sporu. Ive Borjanu odseka glavo in njegovo kri Ani prinese v okovanem vedru.
Anton Slodnjak: Slovensko slovstvo. Ljubljana: Mladinska knjiga, 1968.
Marjetka Golež Kaučič: Rošlin in Verjanko: transformacija ljudske balade v sodobna prozna besedila. Zbornik Traditiones 33/2. Ljubljana: ZRC SAZU, 2004. 93−115.